# كورتني سميث
كورتني سميث هو لاعب اتحاد الرغبي كندي، ولد في 14 أبريل 1971 في كينغستون في جامايكا.